# Tvillingen (musikalbum av Darin)
Tvillingen är ett musikalbum med Darin. Det släpptes den 24 november 2017 och gick direkt in som albumetta i Sverige.
Efter att ha släppt sitt första svenskspråkiga album "Fjärilar i magen" 2015 ville Darin fortsätta att skriva musik på svenska. Tvillingen beskriver han som “ett album som reflekterar olika sidor av mig. Mitt mest personliga album hittills och det speglas i att varje låt har fått bli sin egen värld”. Att valet föll på att albumet fick just titeln “Tvillingen” var på grund av att det visar olika sidor av Darin som person och att det även är hans stjärntecken.
Singlar från albumet är “Tvillingen” som sålde 2x platina, var den mest spelade svenska låten på radio i Sverige 2018 och låg ett år på Svensktoppen, "Ja må du leva" som sålde 2x platina samt “Alla ögon på mig” som sålde guld.

## Låtlista
1. ''Rädda mig" 3:46 (Darin Zanyar / David Lindgren Zacharias / Ollie Olson)
2. ''Tvillingen" 3:01 (Darin Zanyar / David Lindgren Zacharias / Ollie Olson)
3. ''Ja må du leva" 3:23 (Darin Zanyar /  Peter Kvint)
4. ''Mardröm" 3:09 (Darin Zanyar / Maria Smith / Victor Thell)
5. ''Alla ögon på mig" 3:38 (Darin Zanyar / David Lindgren Zacharias / Ollie Olson)
6. ''Den här sången" 3:51 (Darin Zanyar / Lars Halapi)
7. ''Man över bord" 2:59 (Darin Zanyar / Peter Kvint)
8. ''Palmerna i stan" 3:09 (Darin Zanyar / David Lindgren Zacharias / Ollie Olson)
9. ''Paraply" 3:38 (Darin Zanyar / David Lindgren Zacharias / Ollie Olson)
10. ''Allt som vi sa" 2:44 (Darin Zanyar / David Lindgren Zacharias / Ollie Olson)

## Listplaceringar
| Lista (2017-2018) | Topplacering |
| ----------------- | ------------ |
| Sverige           | 1            |